# 미스트 (시리즈)
미스트는 어드벤처 비디오 게임 시리즈에 중점을 둔 프랜차이즈이다. 시리즈의 첫 번째 게임인 미스트는 랜드 & 로빈 밀러 형제가 개발하고 그들의 비디오 게임 개발사인 사이언 주식회사에서 1993년 출시하였다. 미스트의 속편인 리븐은 1997년 출시되었으며, 이후 3개의 직계적인 후속작이 출시되었다: 2001년에 미스트 III: 엑자일, 2004년에 미스트 IV: 레벌레이션, 2005년에 미스트 V: 엔드 오브 에이지가 출시되었다. 다인용 게임 요소를 가진 파생 작품 우루: 에이지스 비욘드 미스트는 2003년에 출시되었고 이후 2장의 확장팩이 출시되었다.
미스트의 줄거리는 시대로 알려진 다른 세계로 연결하는 책을 집필하는 능력을 가진 아트러스(Atrus)라는 탐험가에 대한 것이다. 연결책을 만드는 관습은 사회가 질병으로 피폐해져 무너진 고대 문명 드니(D'ni)에서 개발되었다. 플레이어는 익명의 인물인 이방인(Stranger)의 역할을 수행하면서 각 시대를 탐사하고 퍼즐을 해결하면서 아트러스를 돕는다. 시리즈 전체에 걸쳐 아트러스는 드니의 생존자들이 생활할 수 있는 새로운 시대를 집필하고, 시리즈 속 플레이어는 문명이 따를 방향을 정한다.
아동용 게임으로 상을 수상하고 난 후, 밀러 형제는 다음 프로젝트를 성인향으로 만들기로 결정했다. 어린 시절 이야기에 의자하면서, 형제는 플레이어들이 탐사하게 될 각 시대들을 디자인 하는데 몇 달을 보낸다. 미스트라는 이름은 쥘 베른의 소설 〈신비의 섬〉에서 차용했다. 리븐이 출시된 후, 로빈 밀러는 다른 프로젝트를 수행하기 위해 사이언을 퇴사하고 사이언은 우루를 개발하기 시작한다. 프레스토 스튜디오와 유비소프트는 엑자일과 레벌레이션을 개발했고 이후 사이언이 시리즈에 복귀해 엔드 오브 에이지로 시리즈를 완성했다. 미스트와 속편들은 상업적으로, 비평적으로 성공하였고, 1,200만 장 이상의 판매량을 보였다. 시리즈는 개인용 컴퓨터와 CD-ROM 드라이브의 판매량을 촉진시켰고, 비폭력적인 게임플레이로 캐주얼 게이머들까지 끌어들였다. 시리즈의 성공으로 3권이 소설이 발행되었고, 사운드트랙, 만화책, TV 시리즈 및 영화 선전물 등이 추가적으로 나왔으며, 두번째 소설인 〈티아나의 책〉이 영화화될 예정으로 현재 제작 중에 있다.

## 게임 시리즈
| |        |                   | |  |
| 미스트 | 1993년 | 사이언 주식회사   | 맥 OS, 새턴, 플레이스테이션, 3DO, 윈도우, 재규어 CD, CD-i, 아미가OS, PSP, 닌텐도 DS, iOS, 닌텐도 3DS, 윈도우 모바일 |  |
| 미스트 시리즈의 첫번째 게임은 시리즈 명과 동일한 미스트로, 사이언 주식회사와 브로더번드가 개발했다. 1993년 매킨토시와 PC 플랫폼으로 출시되었고, 이후 새턴, 윈도우, 재규어 CD, 3DO, CD-i, 플레이스테이션, 아미가OS, PSP, 닌텐도 DS, 아이폰 등의 플랫폼으로 이식 및 리메이크되었다. 플레이어는 미스트에서 포인트 앤 클릭 인터페이스를 이용해 각 시대를 이동하고, 마우스를 이용해 스위치나 기어와 같은 퍼즐 오브젝트와 상호 작용을 할 수 있다. |        |                   | |  |
| |        |                   | |  |
| 리븐 | 1997   | 사이언 주식회사   | iOS, 맥 OS, 플레이스테이션, 새턴, 윈도우                                                                            |  |
| 미스트의 성공으로, 사이언은 새로운 사무소로 이전해 리븐 개발에 착수했고, 1997년에 출시되었다. 미스트와 같이, 리븐은 상업적·비평적으로 성공했고, 450만 장 이상을 판매했다. |        |                   | |  |
| |        |                   | |  |
| 미스트 III: 엑자일 | 2001   | 프레스토 스튜디오 | 맥 OS, 맥 OS X, 플레이스테이션 2, 윈도우, 엑스박스                                                                  |  |
| 시리즈의 세번째 게임인 미스트 III: 엑자일은 프레스토 스튜디오가 개발하고 유비소프트가 2001년에 출시했다. 엑자일은 플레이어 이동에 장면 기반의 방식을 전편에 이어 채택했으나, 게임 엔진이 어느 지점에서든지 360도로 볼 수 있도록 지원한다. 엑자일은 (미스트와 리븐에는 미치지 못하나) 상업적으로 성공했고, 백만 장 이상을 판매했다. |        |                   | |  |
| |        |                   | |  |
| 우루: 에이지스 비욘드 미스트 | 2003   | 사이언 월드       | 윈도우 |  |
| 우루: 에이지스 비욘드 미스트는 시리즈의 이전 게임들에서 벗어나, 3인칭 시점과 실시간으로 렌더링되는 그래픽을 갖췄다. 아바타를 커스터마이징할 수 있어, 플레이어는 자신만의 캐릭터를 만들어 퍼즐을 풀고 줄거리 정보를 밝힐 수 있다. 우루를 대규모 다중 사용자 온라인 게임화하여 우루 라이브를 만들었으나, 최초 출시 이후 얼마 안되어 서비스가 종료되었고 이는 일인용 게임 버전이 출시되기 전이었다. 우루 라이브는 여러가지의 모습으로 재출시되었으나 각각 서비스 종료되었다. 사이언 월드가 현재 최신판 우루 라이브를 운용하고 있으며, 플레이어들의 기부를 통해 비용을 충당하고 있다. 비록 초기에 좋은 평가를 받았으나, 우루는 상업적으로 실패한 것으로 여겨진다. 확장팩과 독창성으로 게임은 열광적인 팬들을 얻었다. |        |                   | |  |
| |        |                   | |  |
| 미스트 IV: 레벌레이션 | 2004   | 유비소프트        | 맥 OS X, 윈도우, 엑스박스                                                                                           |  |
| 미스트 IV: 레벌레이션은 전적으로 유비소프트가 개발했으며, 엑자일의 프리렌더링된 그래픽으로 귀환하였다. 스튜디오가 이와 같은 게임에 대한 경험이 거의 없어, 유비소프트는 전문 분야에 경험이 있는 직원을 새로 몇 명 채용하였다. 게임은 우루보다 더 개선된 것으로 여겨졌고, 출시 후 좋은 평가를 받았다. |        |                   | |  |
| |        |                   | |  |
| 미스트 V: 엔드 오브 에이지 | 2005   | 사이언 월드       | 맥 OS X, 윈도우 |  |
| 사이언이 시리즈 제작에 복귀해, 마지막 게임인 미스트 V: 엔드 오브 에이지를 개발한다. 우루와 같이, 엔드 오브 에이지는 그래픽이 실시간으로 렌더링되며, 플레이어는 제약없이 움직일 수 있다. 플레이어는 3가지의 조종 방법을 사용할 수 있는데, 이는 미스트, 엑자일, 우루에 각각 사용되었던 방법과 비슷하다. 게임의 출시 이전 사이언을 거의 파산에 이르게 할 뻔한 새로운 프로젝트로 인해 게임에 재정적인 지원이 부족했으나, 엔드 오브 에이지는 시리즈에 있어 적절한 마무리로 평가받았다. |        |                   | |  |

## 기타 시리즈
랜드(Rand)와 로빈 밀러(Robyn Miller)는 미스트의 이야기를 소설로 발전시키고 싶었다. 이후 3권의 책이 발간되었다.
- Myst : The Book of Atrus (1995)
- Myst : The Book of Ti'ana (1996)
- Myst : The Book of D'ni (1997)